# Georgios Papadopoulos
Georgios Papadopoulos (grč. Γεώργιος Παπαδόπουλος, 5. svibnja 1919. – 27. lipnja 1999.), jedan od vođa vojne hunte u Grčkoj u razdoblju od 1967. do 1974. godine.
Rodio se u Maslinovom selu na poluotoku Peloponez. Otac mu je bio lokalni učitelj. Nakon što je maturirao, otišao je na vojnu akademiju gdje diplomira 1940., godinu ranije zbog okupacije Sila osovine.
I dok su se Grci borili protiv okupatora, a najpoznatija i najbrojnija grupa je bila ELAS, koju je osnovala Komunistička partija Grčke, on je surađivao s okupatorom. Nakon II. svjetskog rata, došao je Grčki građanski rat. Od poručnika druge klase stigao je do čina pukovnika 1967. godine. Zajedno s drugim desno orijentiranim vojnim časnicima, izveo je puč 21. travnja 1967. godine. Nakon dolaska na vlast, njegova Vlada je promicala pravoslavlje, poticala javne radove (gradnja cesta i elektrifikacija zabačenih područja) i slično. Od 1959. do 1964. godine radio je za Obavještajnu službu. (CIA ga je vrbovala 1953. godine). Od prve supruge razveo se 1970., oženivši se ljubavnicom. Imao je troje djece, dvije kćeri i sina. Nakon pada hunte suđeno mu je, te je osuđen na smrt, kasnije je kazna preimenovana u doživotni zatvor.
U zatvoru je ostao, odbijajući amnestiju za koju je trebao priznati prošlost i zločine te se pokajati. Podlegao je raku u 80. godini.